# Ithaque, Nérite et Polyctor
Pour les articles homonymes, voir Ithaque (homonymie).
Dans l’Odyssée, Ithaque (en grec ancien Ἴθακος / Ithakos), Nérite (Νήριτος / Nếritos) et Polyctor (Πολύκτωρ / Polúktôr) sont trois héros fondateurs de l'île d'Ithaque (le héros Ithaque étant l'éponyme de l'île).
Ils sont cités au chant XVII, vers 207 :

« [Ulysse et Eumée approchaient du bourg et venaient de passer la source maçonnée, construite par Ithaque, Nérite et Polyktor, la source aux belles eaux où la ville s'abreuve : sous les peupliers d'eau, qui, d'un cercle complet enferment la fontaine, ils voyaient du rocher tomber son onde fraîche, sous cet autel des Nymphes, où chacun en passant fait toujours quelque offrande. »

Cette « source maçonnée » (chez Homère κρήνην / krếnên, « fontaine, source », et ποίησις / poíêsis, « produit, fabriqué, créé ») pourrait correspondre à une des deux sources antiques trouvées à Ithaque par les archéologues de la British School at Athens. Elle se situe dans les parages de Port-Polis, près de Stravos, sur le chemin qui mène à la ville.